# Infernus
Infernus, pseudonimo di Roger Tiegs (Hordaland, 18 giugno 1972), è un chitarrista norvegese, fondatore e leader del gruppo black metal Gorgoroth, del quale è l'unico membro stabile dalla fondazione.

## Biografia
Milita da sempre nei Gorgoroth, da lui formati nel 1992. Ha contribuito alla stesura dei primi album del gruppo quali Pentagram, Antichrist, Under the Sign of Hell e in parte anche Destroyer e Incipit Satan. Nel Febbraio del 2005 è stato arrestato e condannato a scontare 4 anni di prigione per aver violentato e stuprato una donna, ubriaco, all'uscita di un bar di Bergen. Per questo motivo non ha potuto partecipare alla stesura dell'album Ad Majorem Sathanas Gloriam uscito nel 2006, sotto l'etichetta Nuclear Blast.
Nello stesso anno fondò l'etichetta "Forces of Satan Records" allo scopo di promuovere le band "con un'immagine satanista". Nel 2007, dopo alcuni screzi con il cantante Gaahl, fu cacciato fuori dal gruppo dal bassista King ov Hell, dando inizio alla famosa disputa per il nome Gorgoroth, conclusasi solo nel 2009, con il riconoscimento da parte del giudice che i diritti del nome Gorgoroth spettino solo a Infernus, in quanto ne è il fondatore. Nel 2009 è uscito Quantos Possunt ad Satanitatem Trahunt, scritto del tutto da Infernus, dopo aver rivoluzionato la formazione del suo gruppo chiamando di nuovo Pest al microfono Tormentor alla chitarra, Frank Watkins degli Obituary al basso e Tomas Asklund dei Dissection alla batteria.

### Religione
Infernus è un satanista gnostico. Egli si è definito "ministro di Satana sulla Terra", contestando però le idee di base della Chiesa di Satana di Anton Lavey, in quanto il chitarrista non considera l'uomo al centro dell'universo e non accetta la loro visione atea del satanismo.

## Discografia

### Gorgoroth
- 1994 - Pentagram
- 1996 - Antichrist
- 1997 - Under the Sign of Hell
- 1998 - Destroyer - Or About How To Philosophize With the Hammer
- 2000 - Incipit Satan
- 2003 - Twilight of the Idols - In Conspiracy with Satan
- 2006 - Ad Majorem Sathanas Gloriam
- 2009 - Quantos Possunt ad Satanitatem Trahunt
- 2011 - Under the Sign of Hell 2011
- 2015 - Instinctus Bestialis

### Borknagar
- 1996 - Borknagar

### Desekrator
- 1998 - Metal for Demons
- 1999 - Hot in the City/Overdose/Take Us to the Pub

### Orcustus
- 2003 - World Dirtnap
- 2005 - Wrathrash
- 2009 - Orcustus